# Laphria varipes
Laphria varipes là một loài ruồi trong họ Asilidae. Laphria varipes được Bigot miêu tả năm 1878. Loài này phân bố ở vùng Cổ Bắc giới.